# Charles Kazlauskas
Charles Andrew Kazlauskas (Milwaukee, 12 november 1982) is een Amerikaans voormalig profvoetballer van Litouwse afkomst, die als verdediger speelde.

## Loopbaan
Kazlauskas speelde in de Verenigde Staten voor collegeteams voor hij in de zomer van 2001 terechtkwam bij N.E.C.. Daar speelde hij enkele jaren in het tweede elftal, maar een doorbraak bij het eerste bleef uit. Halverwege het seizoen 2003/04 werd hij verhuurd aan Fortuna Sittard en speelde hij 14 wedstrijden (1 doelpunt) in de Eerste divisie. Het seizoen daarna maakte hij zijn Eredivisiedebuut bij NEC. Hij kwam, voornamelijk als invaller, tot 11 wedstrijden (geen doelpunten) maar zijn contract werd niet verlengd. In de zomer van 2005 kwam hij als amateur terecht bij TOP Oss en werd als snel een vaste waarde. Desondanks duurde het lang voor hij een contract kreeg. Hij dreigde als basisspeler zelfs met opstappen als de club hem geen contract zou geven. Ook in het seizoen 2006/07 was hij, nu als contractspeler, een vaste waarde in het elftal. Toch kon hij anderhalve maand niet spelen omdat hij niet zou beschikken over een geldige werkvergunning.
Vanaf het seizoen 2009/10 komt Kazlauskas uit voor Helmond Sport. In 2015 liep zijn contract af en eind augustus tekende hij een contract bij Topklasser De Treffers. In het seizoen 2016/17 speelde hij voor JVC Cuijk.
Kazlauskas is de buitenlander met de meest gespeelde wedstrijden ooit in de Eerste divisie (275). Op de gehele lijst staat Kazlaukas op nummer 2:Peter van der Vlag heeft 300 duels achter zijn naam staan.
Tijdens zijn spelersloopbaan was hij al jeugdtrainer en assistent bij het eerste van SV Spero. Kazlauskas, die gehuwd is met een Nederlandse, werd vanaf 2017 jeugdtrainer in de Vitesse Voetbal Academie en trainde daarnaast in het seizoen 2018/19 het tweede team en een jeugdelftal bij VV Trekvogels. Van 2019 tot 2021 was hij hoofdtrainer van SV Blauw Wit. Vanaf medio 2021 traint hij Eendracht '30.

## Statistieken
| Seizoen        | Club            | Land      | Competitie       | Wed. | Goals |
| -------------- | --------------- | --------- | ---------------- | ---- | ----- |
| 2003/04        | N.E.C.          | Nederland | Eredivisie       | 0    | 0     |
| 2003/04        | Fortuna Sittard | Nederland | Eerste divisie   | 14   | 1     |
| 2004/05        | N.E.C.          | Nederland | Eredivisie       | 11   | 0     |
| 2005/06        | TOP Oss         | Nederland | Eerste divisie   | 23   | 2     |
| 2006/07        | TOP Oss         | Nederland | Eerste divisie   | 29   | 0     |
| 2007/08        | TOP Oss         | Nederland | Eerste divisie   | 35   | 6     |
| 2008/09        | TOP Oss         | Nederland | Eerste divisie   | 37   | 3     |
| 2009/10        | Helmond Sport   | Nederland | Eerste divisie   | 37   | 5     |
| 2010/11        | Helmond Sport   | Nederland | Eerste divisie   | 31   | 0     |
| 2011/12        | Helmond Sport   | Nederland | Eerste divisie   | 28   | 5     |
| 2012/13        | Helmond Sport   | Nederland | Eerste divisie   | 29   | 4     |
| 2013/14        | Helmond Sport   | Nederland | Eerste divisie   | 38   | 2     |
| 2014/15        | Helmond Sport   | Nederland | Eerste divisie   | 34   | 1     |
| 2015/16        | De Treffers     | Nederland | Topklasse Zondag | 18   | 3     |
| 2016/17        | JVC Cuijk       | Nederland | Topklasse Zondag | 15   | 1     |
| Totaal         | Totaal          | Totaal    | Totaal           | 379  | 33    |
| Bijgewerkt tot | 23 januari 2021 |           |                  |      |       |